# NGC 1352
NGC 1352 est une galaxie lenticulaire située dans la constellation de l'Éridan. NGC 1352 a été découverte par l'astronome britannique John Herschel en 1835.

## Caractéristiques
Sa vitesse par rapport au fond diffus cosmologique est de 4 229 ± 27 km/s, ce qui correspond à une distance de Hubble de 62,4 ± 4,4 Mpc (∼204 millions d'al).